# Venas di Cadore

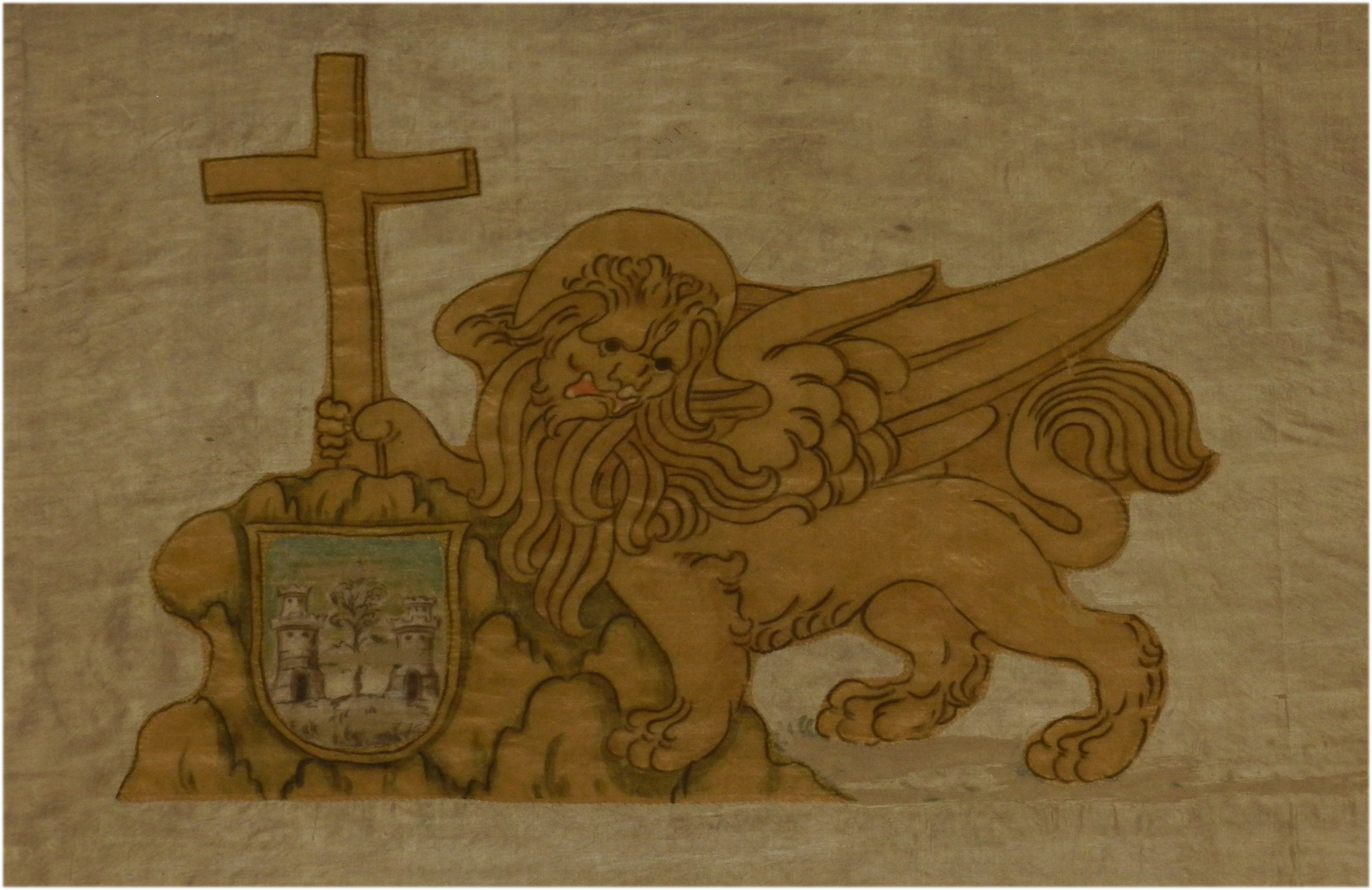
Particolare della bandiera della cernide

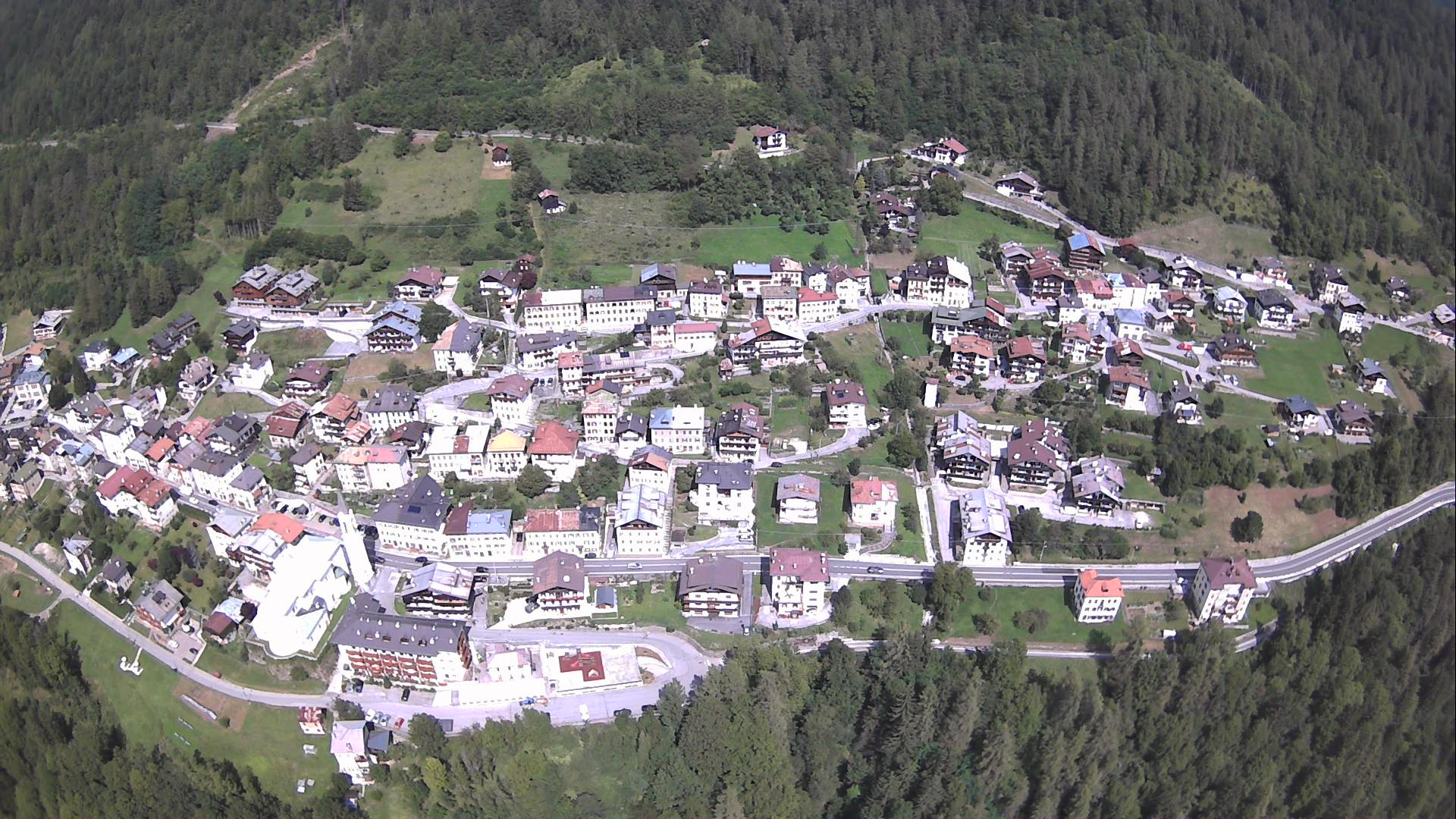
Venas di Cadore ripresa da un drone

Venas di Cadore (Venàs in ladino cadorino) è un paese della valle del Boite, frazione del comune di Valle di Cadore, nella provincia di Belluno in Veneto.

## Caratteristiche
Si articola in tre borgate distinte: Suppiane, Giau (Jou) e Lasta. Il paese è attraversato dalla SS 51 d'Alemagna e dalla Ciclabile delle Dolomiti. Sorge ai piedi dell'imponente Antelao, ma il Monte Rite, con l'alpeggio di Bociadan (1429 m), per l'economia locale ha rivestito in passato un ruolo certamente più importante. Gli anziani del paese, ma anche dell'intero Cadore, ricordano ancora con nostalgia la puina lisa de Rite, un'ottima ricotta di latte di capra prodotta un tempo a casera de Rite (1900 m) e a casera Sete Fede (1748 m).
Durante l'epoca della Repubblica di Venezia, Venas fu sede di un centenaro, una delle dieci ripartizioni in cui era suddiviso il Cadore. Assieme a Domegge è l'unico centenaro cadorino che conserva l'antica bandiera della propria cernide.
Il paese conserva anche delle antiche case tipiche cadorine (in particolare a Suppiane) e una chiesa parrocchiale costruita nel 1843, all'interno della quale si trova un'opera di Francesco Vecellio (fratello maggiore di Tiziano). Conserva inoltre una pregevole opera, un organo costruito da De Lorenzi nel 1888 circa; negli anni sessanta venne sottoposto a un rimaneggiamento operato dai fratelli Rizzardini, organari locali, che asportarono parte della meccanica trasformandola in pneumatica. Nel 1987 fu operato un restauro e una ricostruzione delle parti sottratte precedentemente. Il concerto inaugurale fu eseguito dal maestro Luigi Scopel.
Presso Venas si trovano anche due strutture militari costruite alla fine del XIX secolo e che furono utilizzate durante la prima guerra mondiale: il forte di Pian dell'Antro (del 1890 circa) e la caserma di Col Sant'Anna (del 1904), entrambi facenti parte del sistema di fortificazioni chiamato Ridotto Cadorino.

## Storia recente
Nel 1948 il paese vide sorgere la Siclov - Metalflex (Società Industria Cadorina Lavorazione Occhiali Venas), fondata dai paesani e fratelli Vittorio e Elio Toscani assieme al pievese Francesco Da Cortà. Nel 1961, con lo stesso Da Cortà e con il milanese Leonardo Del Vecchio, Vittorio fondò la Luxottica s.a.s..
Venas è anche noto per essere il paese d'origine della famiglia di Oliviero Mario Olivo (Trieste, 1896-1981). Illustre professore universitario di Anatomia Umana Normale a Bologna, fu anche fortissimo alpinista .

## Infrastrutture e trasporti
La stazione di Venas-Cibiana sorgeva lungo la ferrovia delle Dolomiti, attiva in questa tratta fra il 1921 e il 1964.

## Galleria d'immagini

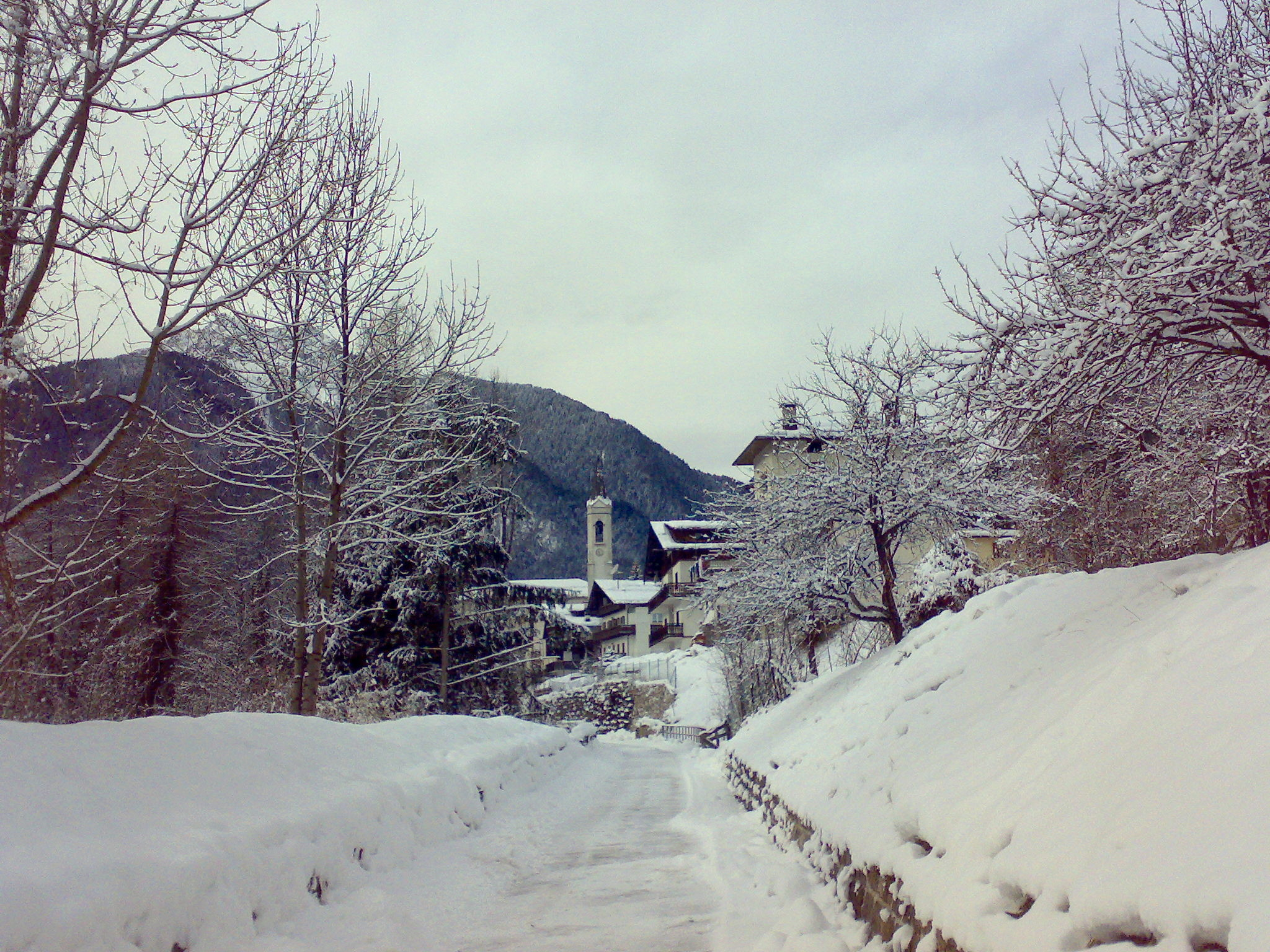
La ciclabile delle Dolomiti.
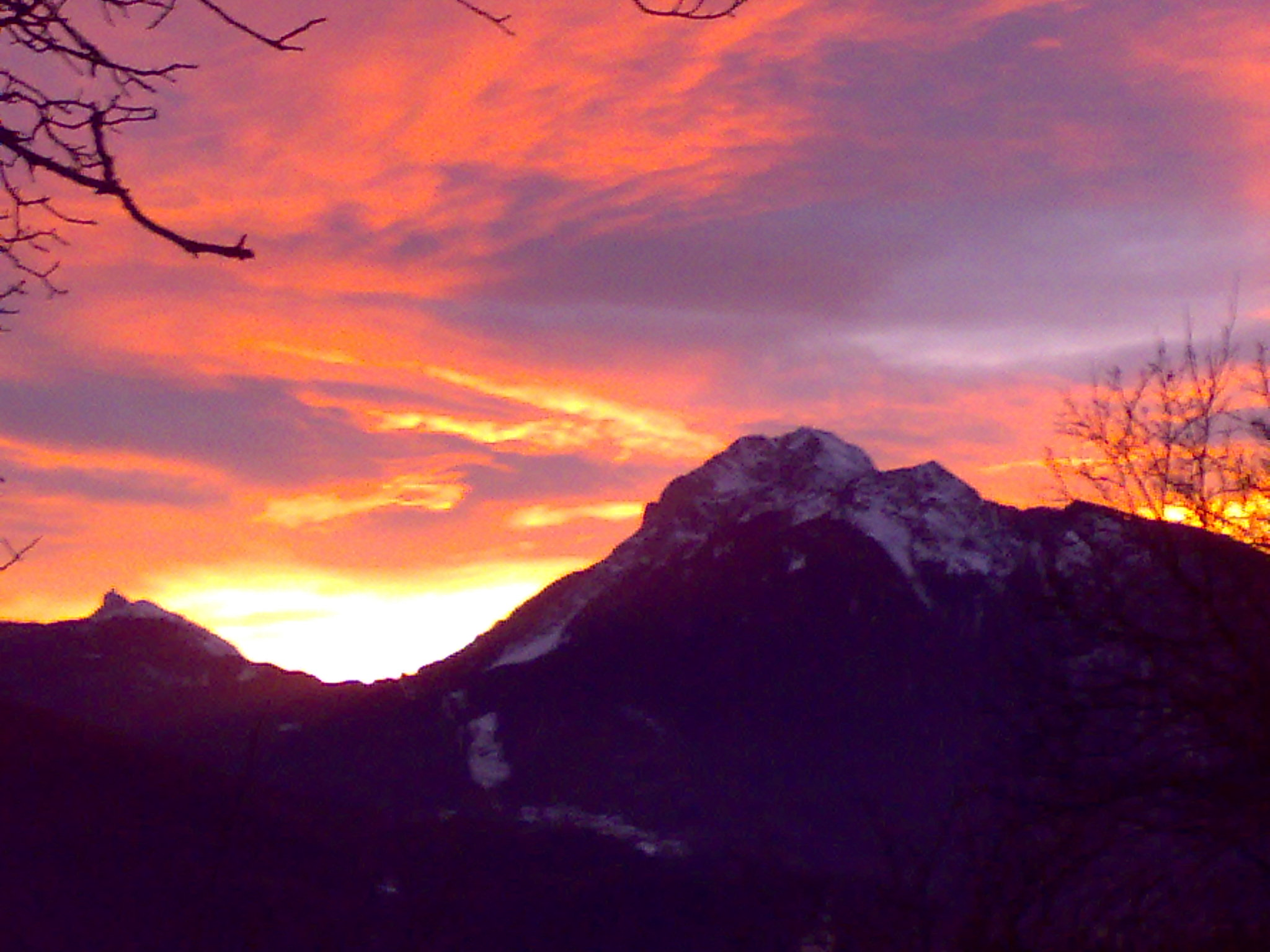
Monte Rite al tramonto.
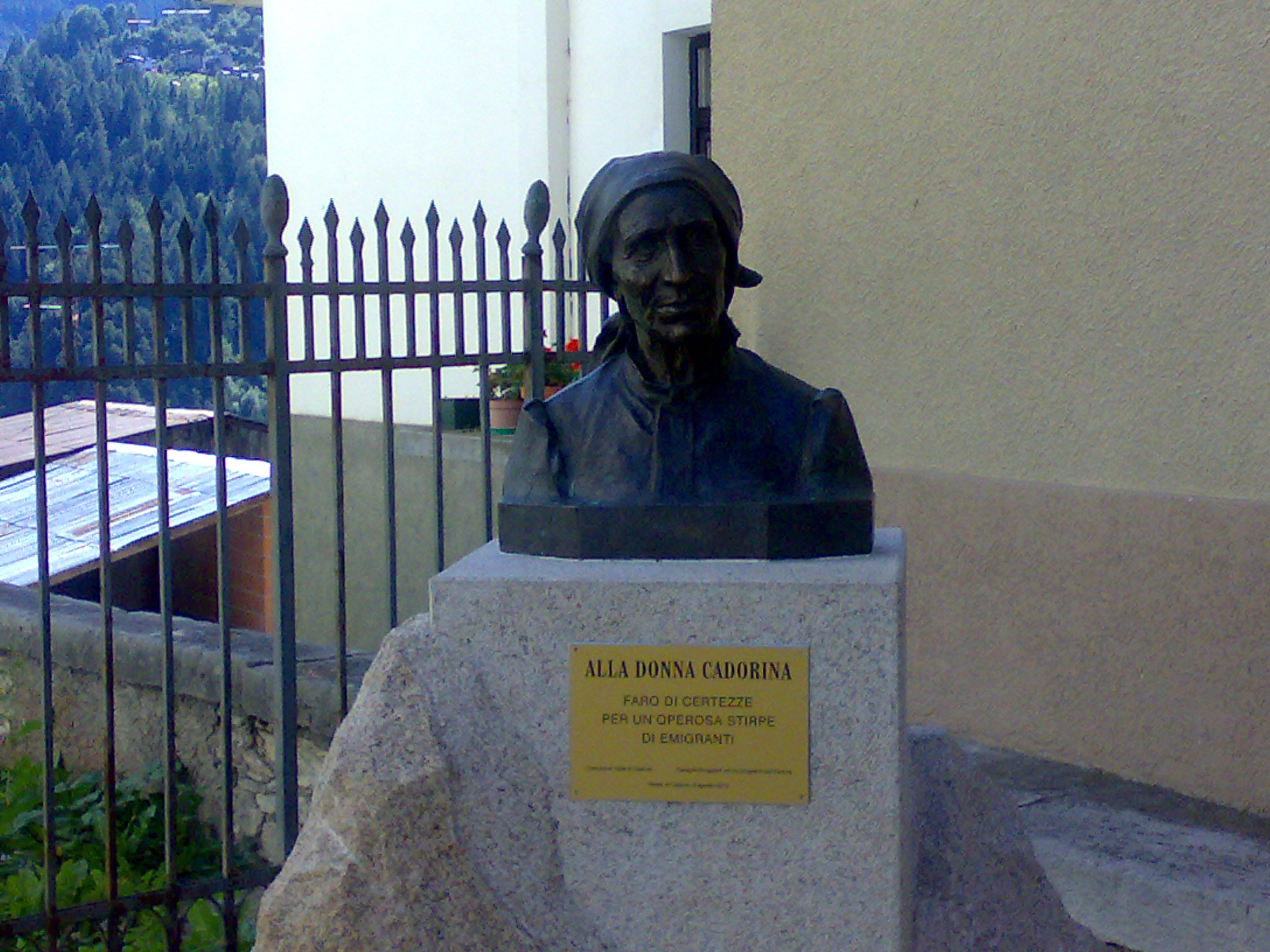
Monumento alla donna cadorina, del sanvitese Annibale De Lotto.
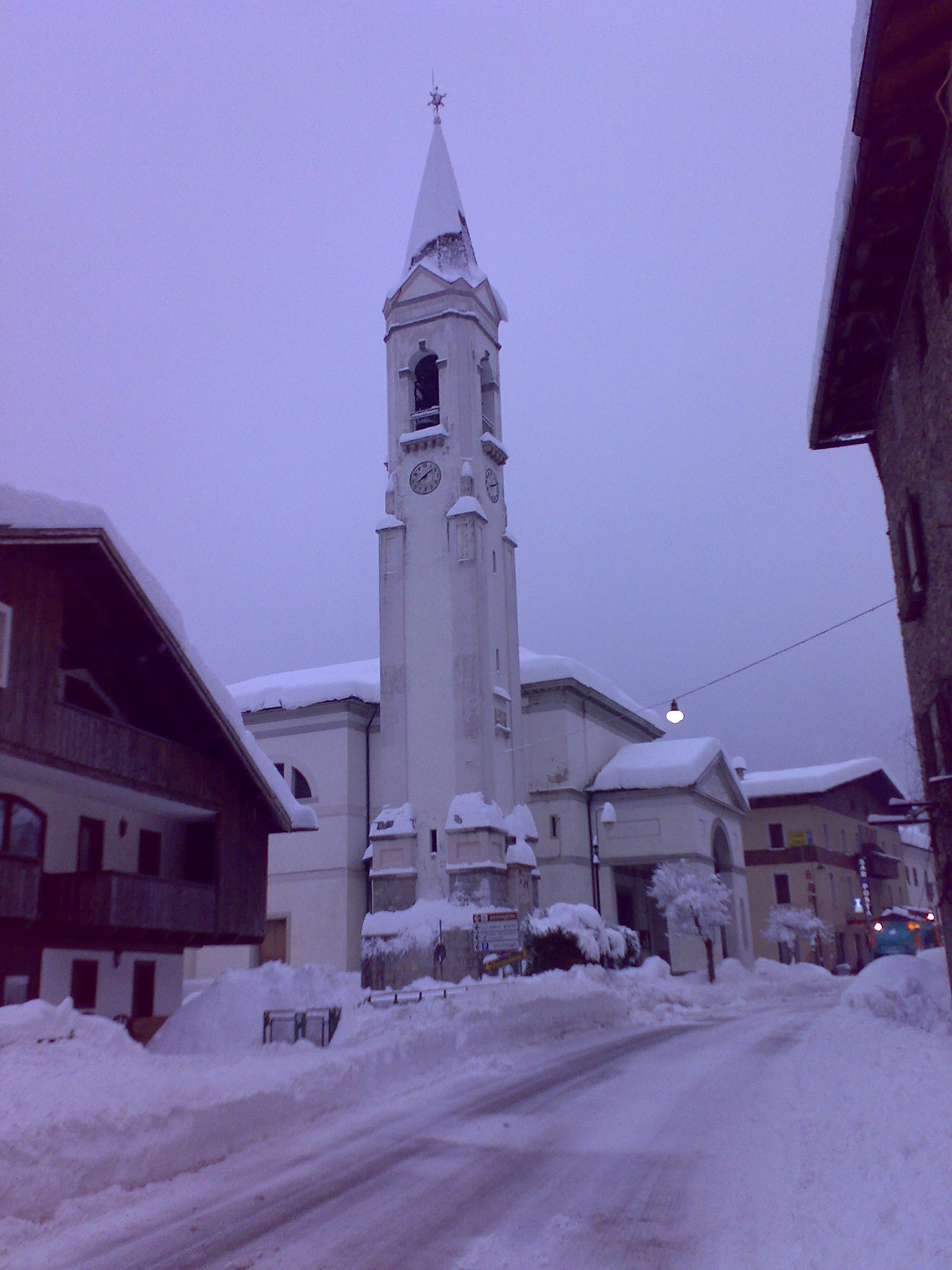
Venas con la neve.
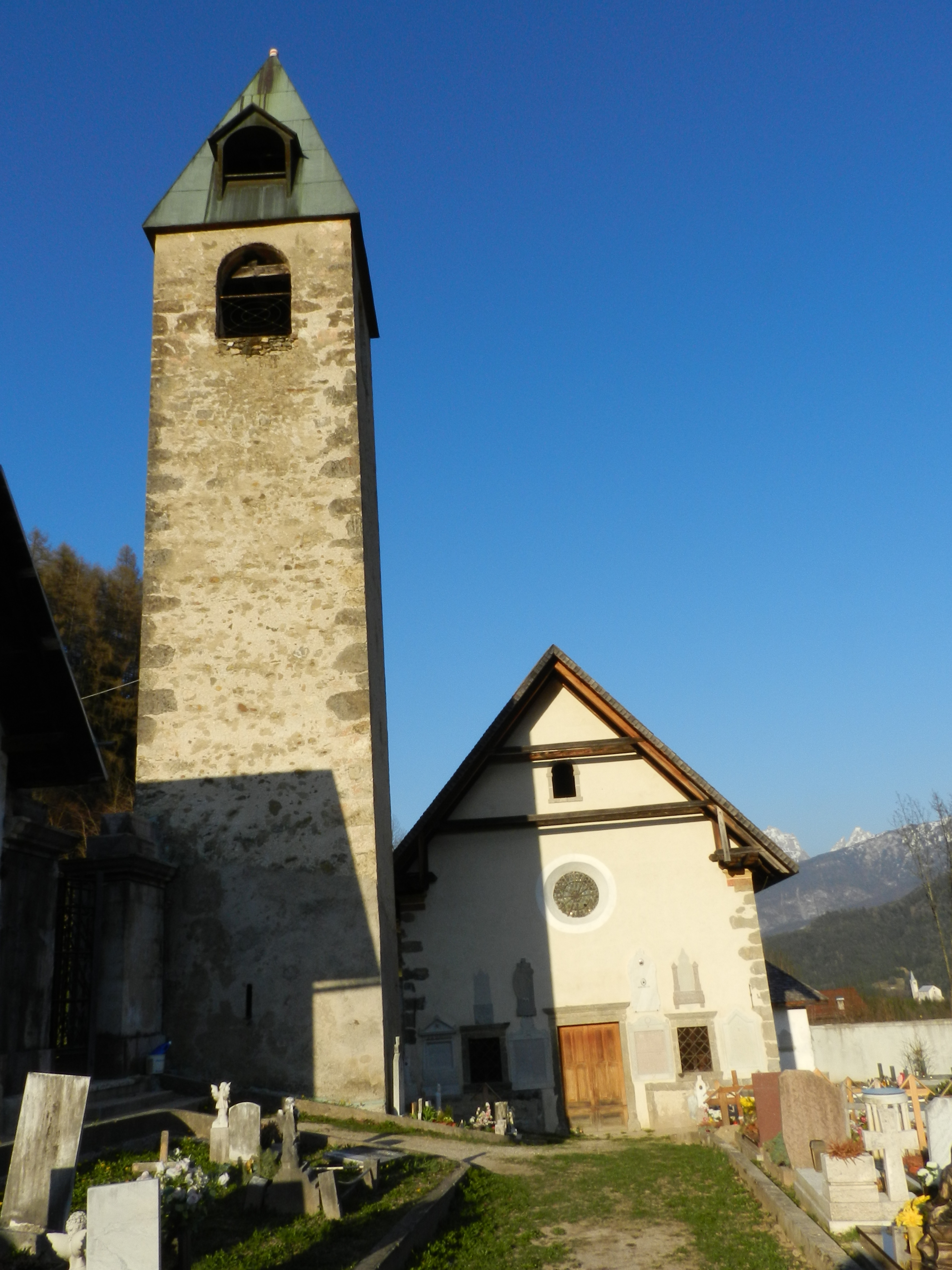
Chiesa di San Marco a Suppiane.
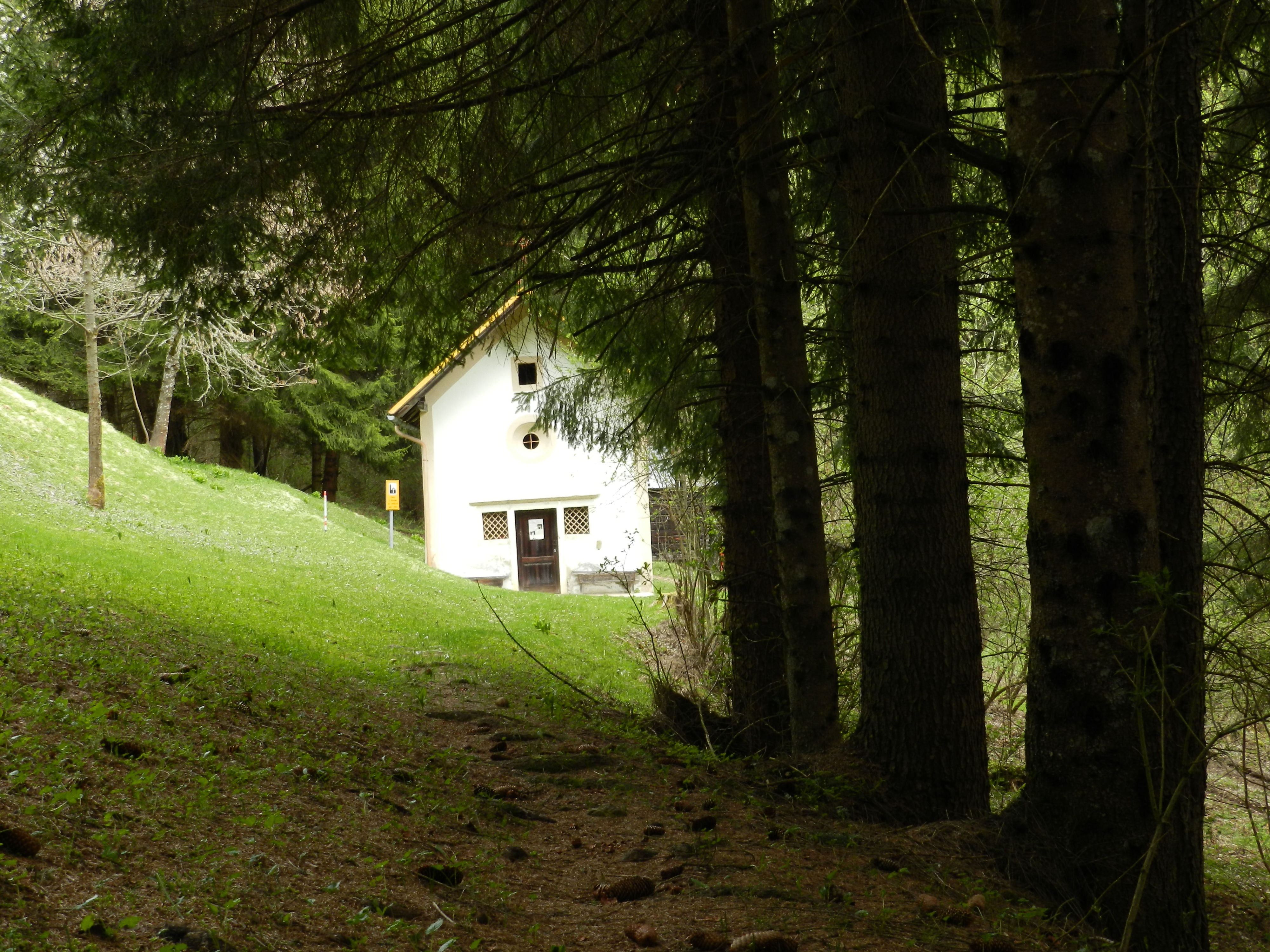
Chiesetta di San Giacomo a Dovesto.
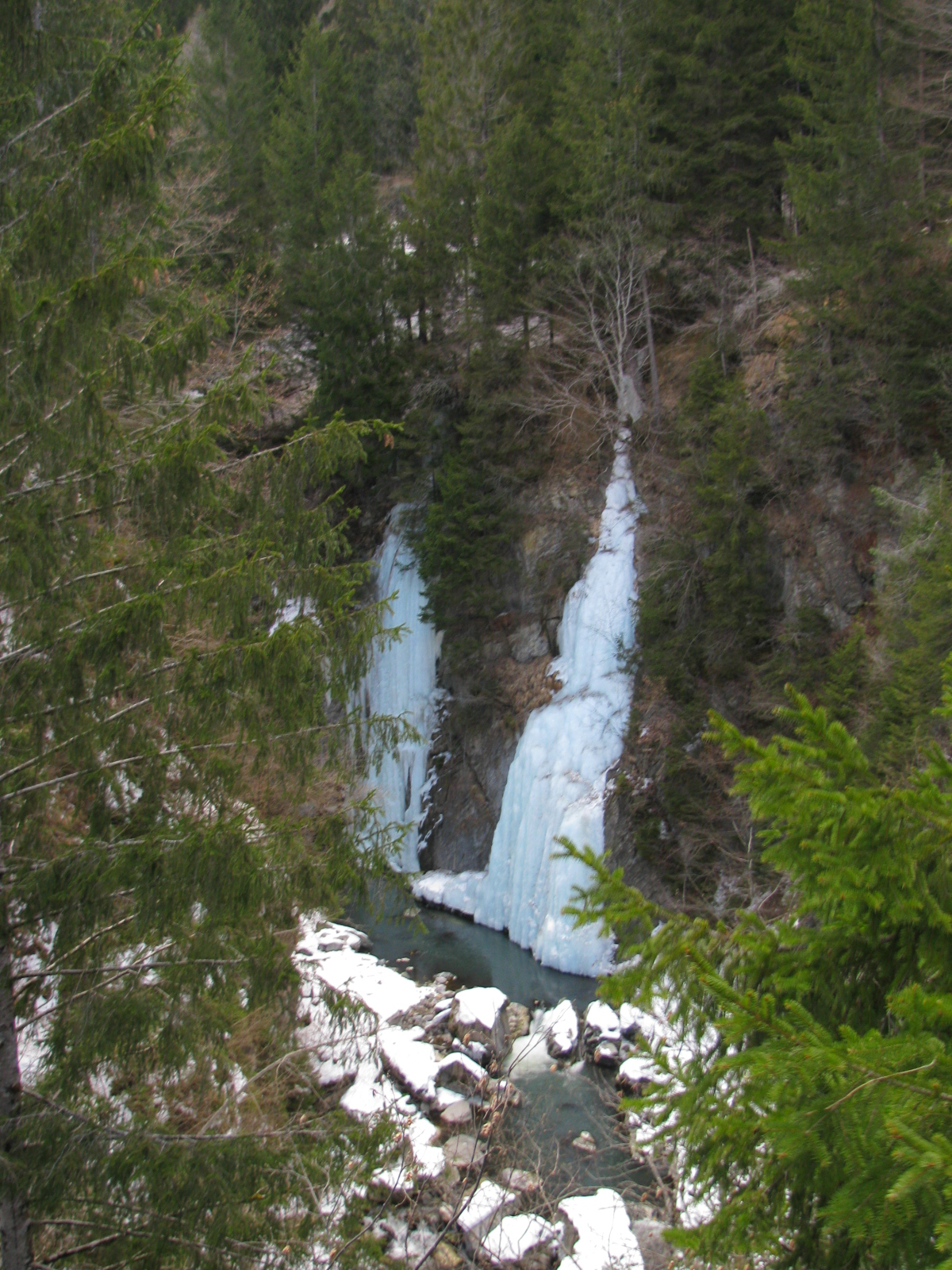
Il Boite presso Venas.